# Megaselia caudalis
Megaselia caudalis är en tvåvingeart som beskrevs av Rudolf Beyer 1959. Megaselia caudalis ingår i släktet Megaselia och familjen puckelflugor.
Artens utbredningsområde är Angola. Inga underarter finns listade i Catalogue of Life.